# October Faction
October Faction ou La Faction d'octobre au Québec est une série télévisée de science-fiction américaine, créée par Damian Kindler et diffusée le 23 janvier 2020 sur la plate-forme de streaming en ligne Netflix. Il s’agit de l’adaptation du comic du même nom de Steve Niles et Damien Worm.
Fin mars 2020, Netflix annonce l’annulation de la seconde saison à la suite des mauvaises critiques.

## Synopsis
La famille Allen chasse des monstres de père en fils depuis des générations. Deloris Allen, la femme de Fred Allen, est elle aussi chasseuse de monstres. Ensemble, ils ont deux enfants, Geoff et Viv Allen, deux adolescents de dix-sept ans. Lors du décès du père de Fred, toute la famille doit retourner dans la ville natale de Fred : Barrington-on-Hudson. La petite famille qui était venue enterrer l'un des leurs se retrouve à combattre des monstres de toutes sortes.

## Distribution

### Personnages principaux
- Tamara Taylor (VF : Annie Milon) : Deloris Allen[3]
- J. C. MacKenzie  (Charles Vandervaart jeune) (VF : Pierre Tessier) : Fred Allen[3]
- Aurora Burghart (VF : Amelia Ewu) : Viv Allen[3]
- Gabriel Darku (VF : Jhos Lican) : Geoff Allen[3]
- Wendy Crewson (VF : Pauline Larrieu) : Maggie Allen
- Stephen McHattie (VF : Guy Chapelier) : Samuel Allen
- Megan Follows (VF : Martine Irzenski) : Edith Mooreland

### Personnages récurrents
- Maxim Roy : Alice Harlow[3]
- Sara Waisglass : Madison St. Claire
- Anwen O'Driscoll (VF : Pauline Ziadé) : Cathy Macdonald
- Nicola Correia-Damude (VF : Laurence Dourlens) : le shérif Gina Fernandez
- Michelle Nolden (VF : Hélène Bizot) : Hannah Mercer
- Dayo Ade : Moshe
- Robin Dunne : le shérif adjoint Woody Markham

Version Française
- Société de doublage : Imagine
- Directeur artistique : François Dunoyer
- Adaptation : Melody Das Neves

## Production

### Tournage
Le tournage a lieu à Cambridge en Ontario, de septembre à décembre 2018.

### Fiche technique
Sauf indication contraire, les informations mentionnées dans cette section peuvent être confirmées par la base de données cinématographiques IMDb,  présente dans la section « Liens externes ».
- Titre original et français : October Faction
- Titre québécois : La Faction d'octobre
- Création : Damian Kindler
- Casting : Sharon et Susan Forrest
- Réalisation : Director X, Damian Kindler, Megan Follows, Mina Shum et David Frazee
- Scénario : Damian Kindler, Mohamad El Masri, George Strayton, Keely MacDonald, Melissa Blake, Christina Walker, James Thorpe, d’après le comic du même nom de Steve Niles et Damien Worm
- Musique : Tim Welch
- Direction artistique : Aaron Noel
- Décors : Andrew Berry et Richard J. Anobile
- Costumes : Alex Reda
- Photographie : Mirosław Baszak
- Montage : Michael Doherty, Lisa Grootenboer et Ben Wilkinson
- Production : John Calvert et Mohamad El Masri

Production déléguée : Damian Kindler, James Thorpe, Eric Birnberg, Thomas Walden, Lydia Antonini, Matthew McCluggage, Steve Niles, Ted Adams et John Calvert
- Société de production : High Park Entertainment, IDW Entertainment et Plastic Hallway Productions West
- Société de distribution : Netflix
- Pays d’origine :  États-Unis
- Langue originale : anglais
- Format : couleur
- Genres : science-fiction, drame
- Durée : 36–49 minutes
- Date de diffusion : 23 janvier 2020 sur Netflix

## Épisodes
1. Presidio (Presidio)
2. Soif de vengeance (No Country for Old Vamps)
3. Ces horreurs qui nous hantent (The Horror Out of Time)
4. Les Soirées du futur passé (Soirees of Future Past)
5. Vérités et Conséquences (Truth and Consequences)
6. Ouvrez les yeux (Open Your Eyes)
7. Nadir (Nadir)
8. Alice (Alice)
9. Les Liens du sang (Bonds of Blood)
10. La Faction d'octobre (The October Faction)